# 2004年國家聯盟冠軍賽
2004年國家聯盟冠軍賽是由國聯中區冠軍聖路易紅雀對決國聯外卡休士頓太空人的比賽，最後紅雀以4勝3敗打敗太空人，晉級世界大賽。

## 概要

### 聖路易紅雀 對 休士頓太空人
聖路易以4勝3負贏得系列賽
| 場次 | 客隊   | 比分            | 主隊   | 日期     | 球場           | 觀眾人數 |
| ---- | ------ | --------------- | ------ | -------- | -------------- | -------- |
| 1    | 太空人 | 7：10           | 紅雀   | 10月13日 | 布希紀念體育場 | 52323    |
| 2    | 太空人 | 4：6            | 紅雀   | 10月14日 | 布希紀念體育場 | 52347    |
| 3    | 紅雀   | 2：5            | 太空人 | 10月16日 | 美粒果球場     | 42896    |
| 4    | 紅雀   | 5：6            | 太空人 | 10月17日 | 美粒果球場     | 42760    |
| 5    | 紅雀   | 0：3            | 太空人 | 10月18日 | 美粒果球場     | 43045    |
| 6    | 太空人 | 4：6 (延長12局) | 紅雀   | 10月20日 | 布希紀念體育場 | 52144    |
| 7    | 太空人 | 2：5            | 紅雀   | 10月21日 | 布希紀念體育場 | 52140    |

## 逐場戰況

### 第一場
10月13日，密蘇里州，聖路易，布希紀念體育場
| 休士頓太空人 | 2 | 0 | 0 | 2 | 0 | 0 | 0 | 2 | 1 | 7  | 10 | 1 |
| 聖路易紅雀 | 2 | 0 | 0 | 0 | 2 | 6 | 0 | 0 | X | 10 | 12 | 0 |
| 勝投： Woody Williams（1–0） 敗投： Chad Qualls（0–1） 救援成功： 傑森·伊茲林豪辛（1） 全壘打： 太空人：卡洛斯·貝爾川（1上,2分）、傑夫·肯特（4上,2分）、蘭斯·柏克曼（8上,2分）、Mike Lamb（9上,1分） 紅雀：亞伯特·普荷斯（1下,2分） |   |   |   |   |   |   |   |   |   |    |    |   |

卡洛斯·貝爾川和亞伯特·普荷斯分別在首局敲出2分砲互別苗頭，傑夫·肯特隨後在4局上敲出2分砲，不過紅雀在5局下再度追平。
6局下，紅雀靠著5支安打和2次保送拿下6分大局，雖然太空人在比賽敲出2轟拿下3分，不過最終紅雀仍以10比7拿下系列賽首勝。

### 第二場
10月14日，密蘇里州，聖路易，布希紀念體育場
| 休士頓太空人 | 1 | 0 | 0 | 1 | 1 | 0 | 1 | 0 | 0 | 4 | 10 | 1 |
| 聖路易紅雀 | 0 | 0 | 0 | 0 | 4 | 0 | 0 | 2 | X | 6 | 9  | 0 |
| 勝投： Julián Tavárez（1–0） 敗投： Dan Miceli（0–1） 救援成功： 傑森·伊茲林豪辛（2） 全壘打： 太空人：卡洛斯·貝爾川（1上,1分）、Morgan Ensberg（4上,1分） 紅雀：賴瑞·沃克（5下,2分）、史考特·羅倫 2（5下,2分、8下,1分）、亞伯特·普荷斯（8下,1分） |   |   |   |   |   |   |   |   |   |   |    |   |

卡洛斯·貝爾川和Morgan Ensberg在比賽前段開轟位太空人取得領先，5局上再靠蘭斯·柏克曼的安打拿下第三分。
6局下，賴瑞·沃克和史考特·羅倫都敲出2分砲，直接將太空人的3分領先轉成1分落後。
7局上，Morgan Ensberg再敲出安打追平比數，不過亞伯特·普荷斯和史考特·羅倫在8局下上演背靠背全壘打，最終以6比4帶走勝利。

### 第三場
10月16日，德克薩斯州，休士頓，美粒果球場
| 聖路易紅雀 | 1 | 1 | 0 | 0 | 0 | 0 | 0 | 0 | 0 | 2 | 5 | 0 |
| 休士頓太空人 | 3 | 0 | 0 | 0 | 0 | 0 | 0 | 2 | X | 5 | 8 | 0 |
| 勝投： 羅傑·克萊門斯（1–0） 敗投： 傑夫·蘇潘（0–1） 救援成功： 布萊德·李吉（1） 全壘打： 紅雀：賴瑞·沃克（1上,1分）、吉姆·艾德蒙斯（2上,1分） 太空人：傑夫·肯特（1下,2分）、卡洛斯·貝爾川（8下,1分）、蘭斯·柏克曼（8下,1分） |   |   |   |   |   |   |   |   |   |   |   |   |

賴瑞·沃克在首局上就敲出陽春砲打破鴨蛋，不過蘭斯·柏克曼的安打和傑夫·肯特的2分砲讓太空人取得3分逆轉。
2局上，吉姆·艾德蒙斯敲出陽春砲，追成一分落後，不過之後紅雀就沒有後續攻勢。
8局下，卡洛斯·貝爾川和蘭斯·柏克曼各敲出一支陽春砲，最終太空人5比2拿下系列賽首勝。

### 第四場
10月17日，德克薩斯州，休士頓，美粒果球場
| 聖路易紅雀 | 3 | 0 | 1 | 1 | 0 | 0 | 0 | 0 | 0 | 5 | 9 | 0 |
| 休士頓太空人 | 1 | 0 | 2 | 0 | 0 | 2 | 1 | 0 | X | 6 | 9 | 0 |
| 勝投： Dan Wheeler（1–0） 敗投： Julián Tavárez（1–1） 救援成功： 布萊德·李吉（2） 全壘打： 紅雀：亞伯特·普荷斯（1上,2分） 太空人：蘭斯·柏克曼（6下,1分）、卡洛斯·貝爾川（7下,1分） |   |   |   |   |   |   |   |   |   |   |   |   |

亞伯特·普荷斯開局就敲出2分砲打算給太空人下馬威，不過傑夫·巴格威爾在下半局敲出安打追回一分。
3局下，蘭斯·柏克曼敲出二壘安打打回2分，不過亞伯特·普荷斯在4局上敲出安打繼續讓紅雀維持領先。
6局下，蘭斯·柏克曼這次敲出全壘打，試圖幫助球隊繼續追分。而José Vizcaíno和Raul Chavez也接連敲安，成功讓太空人追平比數。
7局下，太空人全隊最火燙的打者卡洛斯·貝爾川再度開轟，而太空人便以這支全壘打以6比5險勝。

### 第五場
10月18日，德克薩斯州，休士頓，美粒果球場
| 聖路易紅雀                                                                                             | 0 | 0 | 0 | 0 | 0 | 0 | 0 | 0 | 0 | 0 | 1 | 0 |
| 休士頓太空人                                                                                           | 0 | 0 | 0 | 0 | 0 | 0 | 0 | 0 | 3 | 3 | 3 | 0 |
| 勝投： 布萊德·李吉（1–0） 敗投： 傑森·伊茲林豪辛（0–1） 全壘打： 紅雀：無 太空人：Jeff Kent（9下,3分） |   |   |   |   |   |   |   |   |   |   |   |   |

Woody Williams上演7局1安打的精采表現，不過Brandon Backe投出8局1安打，表現不輸Williams。
9局上，布萊德·李吉投出2次三振無失分。而傑森·伊茲林豪辛在9局下被卡洛斯·貝爾川敲出安打後，在一出局後故意四壞手感火熱的蘭斯·柏克曼，但是下一棒的傑夫·肯特敲出再見三分砲，太空人反倒率先取得聽牌優勢。

### 第六場
10月20日，密蘇里州，聖路易，布希紀念體育場
| 休士頓太空人 | 1 | 0 | 1 | 1 | 0 | 0 | 0 | 0 | 1 | 0 | 0 | 0 | 4 | 10 | 0 |
| 聖路易紅雀 | 2 | 0 | 2 | 0 | 0 | 0 | 0 | 0 | 0 | 0 | 0 | 2 | 6 | 15 | 0 |
| 勝投： Julián Tavárez（2–1） 敗投： Dan Miceli（0–2） 全壘打： 太空人：Mike Lamb（4上,1分） 紅雀：亞伯特·普荷斯（1下,2分）、吉姆·艾德蒙斯（12下,2分） |   |   |   |   |   |   |   |   |   |   |   |   |   |    |   |

亞伯特·普荷斯一樣持續好手感，在首局下就敲出2分砲讓紅雀逆轉比數。雖然太空人在3局上追平，不過埃德加·倫特利亞在下半局敲出2分打點的一壘安打，紅雀再度取得領先。
4局上，Mike Lamb敲出陽春砲後，太空人打線陷入沉寂。不過9局上，太空人靠著觸身球和故意四壞站上得點圈，傑夫·巴格威爾成功把握機會敲出安打追平比數，雙方因此進入延長賽。
12局下，亞伯特·普荷斯獲得保送後，史考特·羅倫敲出本壘後方高飛球出局，但是吉姆·艾德蒙斯成功擊出全壘打，讓系列賽連續2場以再見全壘打的劇本寫下句點。

### 第七場
10月21日，密蘇里州，聖路易，布希紀念體育場
| 休士頓太空人 | 1 | 0 | 1 | 0 | 0 | 0 | 0 | 0 | 0 | 2 | 3 | 0 |
| 聖路易紅雀 | 0 | 0 | 1 | 0 | 0 | 3 | 0 | 1 | X | 5 | 9 | 1 |
| 勝投： 傑夫·蘇潘（1–1） 敗投： 羅傑·克萊門斯（1–1） 全壘打： 太空人：克雷格·比吉歐（1上,1分） 紅雀：史考特·羅倫（6下,2分） |   |   |   |   |   |   |   |   |   |   |   |   |

在決勝的第七戰，太空人的精神領袖克雷格·比吉歐終於跳了出來，他以首打席全壘打為球隊先馳得點。而傑夫·蘇潘和羅傑·克萊門斯在前面也上演精采的投手戰。6局上打完，太空人2比1領先。
6局下2出局，亞伯特·普荷斯敲出二壘安打追平比數，下一棒的史考特·羅倫敲出全壘打，紅雀取得4比2領先。
8局下，賴瑞·沃克敲出安打持續追加保險分。最後紅雀5比2拿下勝利，順利闖進世界大賽。

## 外部連結
- 2004 NLCS at Baseball-Reference（页面存档备份，存于）